# António Vasconcelos Lapa
António Manuel D’Almeida e Vasconcelos, de nome artístico António Vasconcelos Lapa (Lisboa, 3 de julho de 1945), é um ceramista e escultor português.

## Biografia
António Vasconcelos Lapa é o quarto dos seis filhos do pintor Manuel Lapa (1914-1979) e da escultora Irene Lapa (1921-2001); tanto ele como os seus cinco irmãos cedo mostraram uma vocação artística, à qual não é alheio o meio intelectual em que cresceram. 
A sua formação académica começou na Escola António Arroio, onde frequentou o curso de Escultura Decorativa; mais tarde, especializou-se em cerâmica, frequentando em Itália, enquanto bolseiro da Fundação Calouste Gulbenkian, o curso de cerâmica do Istituto Statale d’Arte per la Ceramica, em Faença. A partir de 1971 leciona Educação Visual e Tecnológica no 2.º ciclo do Ensino Básico durante trinta anos e ensina cerâmica no IADE até 1989. Este trabalho desenvolve-se paralelamente à sua criação artística, exposta em dezenas de mostras e intervenções.  

## Percurso artístico

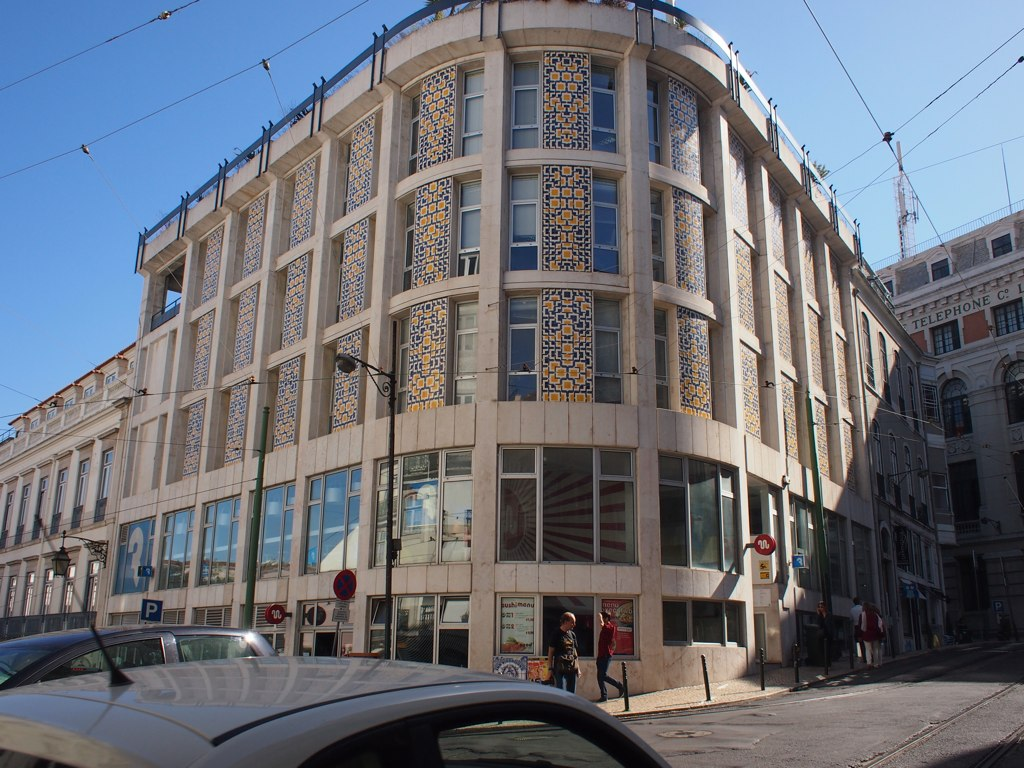
Largo Rafael Bordalo Pinheiro, em Lisboa. Azulejos de padrão realizados por António Vasconcelos Lapa, hoje desaparecidos

Um dos primeiros e principais trabalhos de António Vasconcelos Lapa foi a conceção e execução de azulejos para a capela que integrava a exposição comemorativa do IV Centenário da cidade do Rio de Janeiro (1965); executados na fábrica Constância, sob a direção de Manuel Lapa, constituiriam um trabalho tão importante como efémero, desaparecido no fim das referidas comemorações. Dois anos mais tarde, em 1967, realizou desenhos gravados em pedra para o restaurante do Hotel dos Templários, em Tomar, edifício projetado por Carlos Manuel Oliveira Ramos. Este trabalho de António Vasconcelos Lapa, preservado desde a inauguração do espaço até aos dias de hoje, é visível na sala dedicada atualmente a eventos e reuniões. 
Já em 1971, e por encomenda do Ministério das Obras Públicas, concebeu os azulejos de padrão para revestimento parietal do átrio principal da nova estação fronteiriça de Marvão, cujo projeto arquitetónico é da autoria de Cassiano Branco e de Carlos João Chambers Ramos. Esses azulejos monocromáticos cobrem a quase totalidade das paredes do referido átrio. 
Simultaneamente, António Vasconcelos Lapa executou um painel de azulejos, com uma dimensão aproximada de três metros por dois, para o restaurante do referido posto fronteiriço com base numa maqueta concebida pelo seu pai, Manuel Lapa. 
Ainda no contexto das obras públicas, realizou também em 1971 os azulejos de padrão policromados para o edifício da antiga companhia de seguros Império, no Largo Rafael Bordalo Pinheiro, em Lisboa. Este trabalho, sem dúvida importante na paisagem da cidade, foi referenciado na publicação da Zestbooks, num projeto conjunto com a Câmara Municipal de Lisboa, ‘’Azulejo em Lisboa. Percursos // Walks // Parcours’’ ; também se encontra destacado num livro de Teresa Saporiti  e mereceu ainda a atenção de Suraya Burlamaqui: «De entre as obras executadas nos anos 70, alguns revestimentos exteriores merecem a nossa maior atenção. Entre eles, um trabalho de António Almeida V. Lapa para o edifício da companhia dos telefones, no Largo Rafael Bordalo Pinheiro, em Lisboa; obra geométrica excelentemente bem coordenada em azul, branco e amarelo, constrói faixas de diferentes ritmos que adornam a fachada do edifício» .
Estes azulejos, no entanto, viriam a ser destruídos em 2019, na sequência da compra do edifício por uma empresa de investimentos imobiliários para transformá-lo num hotel de luxo com fachada neopombalina, projeto que foi aprovado pela Câmara Municipal de Lisboa. Os azulejos de António Vasconcelos Lapa tinham sido elogiados por importantes especialistas, como Eduardo Nery ou Rafael Salinas Calado, e a própria Estrutura Consultiva Residente da Câmara Municipal de Lisboa, como refere João Pedro Pincha no artigo periodístico que em 2017 denunciou esta situação, destacou no seu parecer a extraordinária qualidade da obra em questão: «As características destes azulejos de carácter excecional pela sua singularidade e autenticidade […] produzidos especificamente para o edifício em análise e, por isso, indissociáveis da sua identidade, conferem-lhe valor patrimonial elevado», concluindo que «a sua salvaguarda ‘’in situ’’ torna-se imprescindível para a continuidade da afirmação cultural da cidade.» . No entanto, em 2019 João Pedro Pincha publica outro artigo denunciando a completa destruição dos trinta e três painéis de azulejos modernistas de António Vasconcelos Lapa .

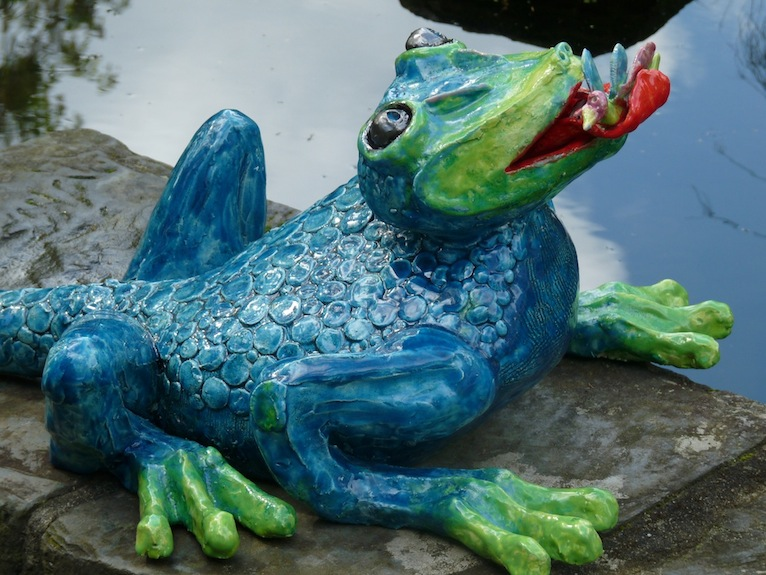
Figura tridimensional em cerâmica da autoria de António Vasconcelos Lapa

Sensivelmente até 2000, as obras estão marcadas por uma evidente tendência para a narratividade, criando figuras humanas em cujas ações o espectador facilmente lê uma história: trapezistas que evocam aventuras circenses ou crianças jogando na lua são só alguns exemplos, aos quais podemos acrescentar a recriação de episódios da obra Alice no País das Maravilhas ou de algumas das fábulas de La Fontaine. Paralelamente, a sua reconhecida admiração por Pablo Picasso presentifica-se na sua obra: o mundo do circo ou a pomba da paz, temáticas muito desenvolvidas e facilmente associadas ao malaguenho, são também abordadas por António Vasconcelos Lapa; caixas que adquirem morfologias animais ou semi-humanas, peças cerâmicas feitas, por exemplo, a partir de tijolos partidos, com figuras femininas totalmente identificáveis com Picasso, são também alguns exemplos dessa influência.

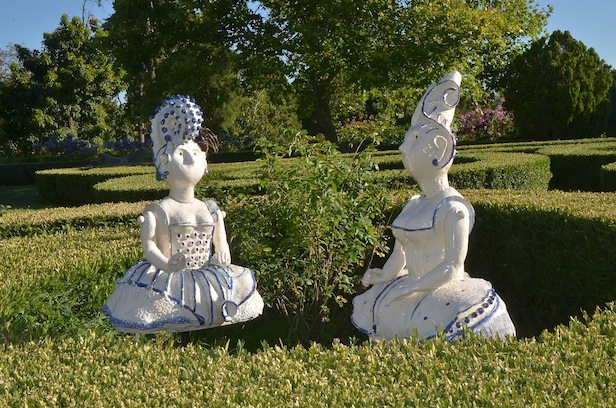
Figuras de convite tridimensionais. Exposição de António Vasconcelos Lapa no Jardim Botânico Tropical, 2018

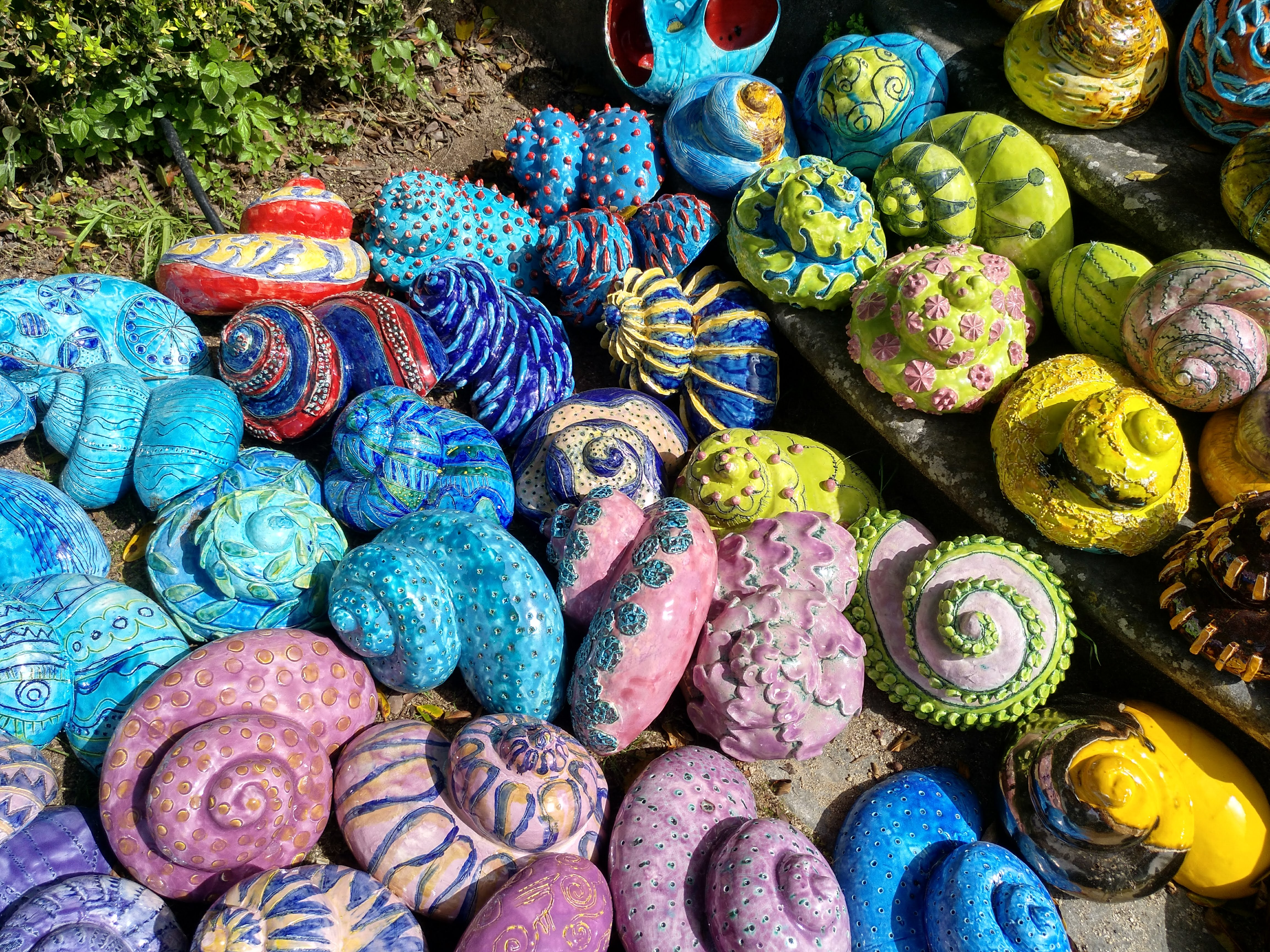
Caracóis, cerâmica por António Vasconcelos Lapa

Com a viragem do século houve também uma mudança fundamental no trabalho de António Vasconcelos Lapa, devido essencialmente ao nascimento do seu neto Vicente, em 2001. A explosão cromática, com novas cores que antes quase não eram utilizadas, surge associada a um novo imaginário cheio de dragões, árvores, frutos, sementes, resultante dos momentos de brincadeiras, conversas e cumplicidades entre ambos. A vertente lúdica do seu trabalho acentua-se, começando a criar peças fora de escala, mas recuperando também alguns elementos usados anteriormente. Rosa Ruela, num artigo escrito para a revista Visão, destaca este aspeto e refere que ser avô o levou a dar um salto. Desde então, a cerâmica de António Vasconcelos Lapa não tem parado de evoluir e reinventar-se, com peças inovadoras e materiais e cores sempre renovados.
Entre 1986 e 1988, António Vasconcelos Lapa também organizou e lecionou vários cursos de tapeçaria e tecelagem no seu ‘’atelier’’ em Lisboa e executou algumas obras adquiridas por colecionadores particulares de distintas partes do mundo. Cabe destacar a tapeçaria que se encontra no Palácio da Justiça de Coruche, executada entre 1999 e 2000 por encomenda do Ministério da Justiça. 
António Vasconcelos Lapa demonstrou ainda o seu extraordinário talento no campo da ilustração com o livro infantil de Vergílio Alberto Vieira ‘’O Peixinho Folha-de-Água’’, publicado pela Editorial Caminho em 2000. A qualidade e originalidade dos seus desenhos, embora não demasiado conhecidos do grande público, pode ser apreciada nas maquetas e esquissos elaborados para os seus trabalhos de cerâmica. Alguns desses estudos puderam ser vistos em exposições em que o artista levou ao público os trabalhos prévios à elaboração das obras cerâmicas. É também da autoria de António Vasconcelos Lapa um conjunto de duas peças realizadas para o jazigo do arquiteto Carlos Manuel Oliveira Ramos, no Cemitério dos Prazeres. 

A versatilidade de António Vasconcelos Lapa está assim bem patente na diversidade da sua obra, que vai dos azulejos pintados às figuras tridimensionais, da ilustração à tapeçaria, conformando um imaginário que, com umas linhas temáticas comuns, recorre a diversos suportes artísticos. Os seus trabalhos estão espalhados pelo mundo, em espaços públicos ou em coleções privadas, não só de Portugal, mas também de Espanha, França, Itália, Suíça, Dinamarca, Estados Unidos, Malásia ou Equador, entre muitas outras .

## Exposições

### Exposições coletivas
- 1965 - Azulejos para uma capela, integrando a exposição comemorativa do IV centenário da cidade do Rio de Janeiro, Brasil.
- 1985 - Tapeçaria e cerâmica, Galeria Varandinha de Alfama, Lisboa.
- 1985 - Cerâmica, Cooperativa Árvore, Porto.
- 1986 - Cerâmica e fotografia, 10.º aniversário da Linguacoop, Lisboa.
- 1986 - Tapeçaria e cerâmica, com Francisco Janeiro, Hotel Penta, Lisboa.
- 1991 - Cerâmica, Galeria de Correio-Mor, Sintra.
- 1994 - Cerâmica, Câmara Municipal, Vila Velha de Ródão.
- 2005 - II Exposição Internacional de artes Plásticas, Sesimbra.
- 2005 - VII Bienal Internacional de Cerâmica, Aveiro.
- 2006 - III Exposição Internacional de artes Plásticas, Sesimbra.
- 2011 - Cerâmica, fotografia e pintura, Galeria Flores do Cabo, Colares.
- 2012 - Cerâmica, Monte de Fralães.
- 2012 - “Angelorum”, Museu de Alberto Sampaio, Guimarães (no âmbito da Capital Europeia Da Cultura).
- 2012 - “Arquivos Secretos”, Arquivo Municipal de Lisboa.
- 2016 - “Percursos”, com Bárbara Assis Pacheco, Estufa Fria, Lisboa.
- 2020 - “Pedaços”, com Clara Leitão, cerâmica e têxtil, Tinturaria Galeria de Exposições, Covilhã.
- 2022 - "Lisbon by design", organização de Gallery Analora, Palácio Gomes Freire, Lisboa.

### Exposições individuais
- 1984 - Cerâmica, Galeria S. Francisco de Holanda, Beja.
- 1986 - Tapeçaria, inauguração das novas instalações da livraria Barata, Lisboa.
- 1989 - Cerâmica, Câmara Municipal, Moura.
- 1990 - Cerâmica, Junta de Freguesia de Leça da Palmeira, Matosinhos.
- 1992 - Cerâmica, Galeria de S. Francisco, Lisboa.
- 1992 - “O Traje na Cerâmica”, Museu Nacional do Traje, Lisboa.
- 1995 - “Era uma vez”, cerâmica, ‘’atelier’’ de António Vasconcelos Lapa no Pátio dos Artistas, Lisboa.
- 1996 - Cerâmica, ‘’atelier’’ de António Vasconcelos Lapa no Pátio dos Artistas, Lisboa.
- 1997 - Cerâmica, “Alice no País das Maravilhas”, Galeria de S. Francisco, Lisboa.
- 1997 - Cerâmica, ‘’atelier’’ de António Vasconcelos Lapa no Pátio dos Artistas, Lisboa.
- 1999  - “Fábulas de La Fontaine”, Cerâmica, ‘’atelier’’ de António Vasconcelos Lapa no Pátio dos Artistas, Lisboa.
- 2000 - “Azulejos e Cerâmica tridimensional”, Sala Damião de Goes, Embaixada de Portugal, Bruxelas.
- 2002 - Cerâmica, ‘’atelier’’ de António Vasconcelos Lapa no Pátio dos Artistas, Lisboa.
- 2002 - “À volta da mesa”, cerâmica, Galeria Municipal de Abrantes.
- 2004 - Cerâmica, ‘’atelier’’ de António Vasconcelos Lapa no Pátio dos Artistas, Lisboa.
- 2009 - Cerâmica, ‘’atelier’’ de António Vasconcelos Lapa no Pátio dos Artistas, Lisboa.
- 2009 - “Cerâmica Contemporânea”, Galeria Municipal de Abrantes.
- 2011 - “Vicente”, Cerâmica, Museu Rafael Bordalo Pinheiro, Lisboa.
- 2012  - “Caminhos”, Cerâmica, Casa de Santa Maria, Cascais.
- 2012 - “Cerâmica Contemporânea” , Museu de Alberto Sampaio, Guimarães.
- 2013 - “Cerâmica Contemporânea”, Sindicato dos Professores da Grande Lisboa, Lisboa.
- 2013 - “Cerâmica Contemporânea”, Fundação Portuguesa das Comunicações, Lisboa.
- 2014 – “Convite”, Cerâmica, Jardim Botânico Tropical – Palácio dos Condes da Calheta, Lisboa.
- 2014 - “Conversa”, Cerâmica, Jardim Botânico de Lisboa, Lisboa.
- 2014 - “Encontro com Histórias”, Cerâmica, Jardim Botânico do Porto.
- 2014 - “Voando”, Cerâmica, Galeria Municipal de Abrantes.
- 2015 - “Cerâmica Contemporânea”, Museu de Olaria, Barcelos.
- 2016 - “Cerâmica Contemporânea”, Jardim Dr. Santiago, Moura.
- 2017 - “Bichos”, Cerâmica, Galeria Arte Periférica, Lisboa.
- 2018 - “Frutos”, Galeria Arte Periférica, Lisboa.
- 2018 - “Viagem ao Barroco”, Cerâmica, Jardim Botânico da Ajuda, Lisboa.
- 2019 - “Cerâmica Contemporânea”, Galeria Monumental.
- 2019 - “(a)mar, enquanto o barro não dorme”, Cerâmica, Galeria Municipal do Montijo.[8]
- 2022-2023 - "Viagens", Cerâmica, Museu Nacional do Azulejo , Lisboa.
- 2024 - "Jardins", Cerâmica, Galeria Arte Periférica, Lisboa.